# خوسيه راتيس
خوسيه راتيس دالماو (بالإسبانية: José Ratés Dalmau)‏ ‏ مهندس معماري ونحات ومجمع إسباني للألتربيس وُلد في برشلونة عام 1624. هو ابن النحات الذي يحمل الاسم ذاته. وُثق باسمه، في الأعمال غير المحفوظة، خمسة منحوتات لكنيسة انتقال العذراء في بالديمورييو، والتي تم التعاقد عليهم عام 1659، مع اثنين ألترابيس ومذبج الرهبنة لليسوعيون المبتدئين في مدريد عام 1660؛ مع تجميع الألترابيس الكبير والحواشي الجانبية لمستشفى مونتسيرات بمدريد عام 1674، والتي رسمها فرانثيسكو دي إيريرا الموثو، جامعًا في تكوينها أعمدة سليمانية ذات طابع إفخارستي. وتُوفي في مدريد في 15 ديسمبر 1684.